# 7104 Manyousyu
7104 Manyousyu este un asteroid din centura principală, descoperit pe 18 februarie 1977, de Hiroki Kosai,.